# Salix tetrasperma
Salix tetrasperma — вид квіткових рослин із родини вербових (Salicaceae).

## Морфологічна характеристика
Це дерево до 10 метрів заввишки. Гілки тьмяно-коричневі; молоді гілочки майже голі. Листки на голих ніжках 1–1.5 мм; листкова пластина від яйцюватої до лінійно-ланцетної форми, 6–16 × 2.5–4.5 см; абаксіально (низ) матова, бліда, з білим нальотом; адаксіально зелена, гола, блискуча; край пилчастий, верхівка загострена. Чоловіча сережка ≈ 10 см × 6 мм; пиляки жовті, яйцеподібні. Жіночі сережки майже такої ж довжини, як чоловічі. Коробочка яйцеподібна, гола. 2n = 76.

## Середовище проживання
Камбоджа, Китай, Індія, Індонезія, Малайзія, М'янма, Пакистан, Філіппіни, Тайвань, Таїланд, Тибет, В'єтнам. Нижче 1800 метрів.